# Sandra Izbașa
Sandra Raluca Izbaşa (Bucarest, 18 giugno 1990) è un'ex ginnasta rumena.
È tre volte campionessa europea al corpo libero e due volte campionessa olimpica e bronzo olimpico; ha vinto 19 medaglie tra Olimpiadi, Campionati Mondiali ed Europei.

## Carriera Junior
Dopo una breve esperienza nel tennis e nella scherma, Sandra Izbaşa inizia a praticare ginnastica artistica nel 1994 presso la CSS Steaua Bucharest Club. Nel 2002 entra a far parte della squadra nazionale rumena. Nel 2004 partecipa alla sua prima importante competizione: i Campionati Europei juniores, dove si posiziona al sesto posto nel concorso generale e dove vince la medaglia d'argento al corpo libero. L'anno successivo, ai Japan Junior International, vince la medaglia d'oro al corpo libero e al volteggio.

## Carriera Senior
Nel 2006, alla sua prima competizione da senior, partecipa ai Campionati Rumeni e vince la medaglia d'oro nel concorso generale, al corpo libero e al volteggio. Continua con i suoi successi partecipando ai World Cup di Lione, Francia, dove vince il bronzo alla trave e l'argento al corpo libero. Ai Campionati Europei di Volos, Grecia, Sandra è uno dei membri della nazionale rumena che vince la medaglia d'argento nel concorso a squadre. Inoltre, vince l'oro al corpo libero e il bronzo alla trave.
Questi successi le assicurano un posto nella squadra nazionale che competerà ai Campionati Mondiali di Aarhus, Danimarca. Qui, per la prima volta dal 1981, la Romania si classifica al quarto posto nel concorso a squadre e non vince una medaglia ai Mondiali. La Izbaşa è l'unica ginnasta rumena ad aver vinto una medaglia nella competizione, il bronzo nel concorso generale individuale e l'argento alla trave. Inoltre, arriva all'ottavo posto al volteggio e quinta al corpo libero. Durante il suo corpo libero esce fuori dalla pedana.

### 2007: Campionati Europei di Amsterdam
Nel 2007 partecipa a diverse edizioni di World Cup. Ai Campionati Europei di Amsterdam, Paesi Bassi, si qualifica per le finali nel concorso individuale, al volteggio, alla trave e al corpo libero. Nel concorso generale vince la medaglia d'argento dietro Vanessa Ferrari e arriva ottava al volteggio. Il suo infortunio alla caviglia non le impedisce di partecipare alla finale alla trave, attrezzo in cui vince l'argento, ma non le permette di svolgere il suo esercizio al corpo libero. In soli quattro mesi riesce a guarire dal suo infortunio e partecipa ai Campionati Mondiali di Stoccarda, dove vince la medaglia di bronzo insieme alla squadra rumena.

### 2008: Olimpiadi di Pechino
Il 2008 è stato un anno pieno di successi per la Izbaşa. Dopo aver recuperato dal suo infortunio, compete ai Campionati Europei di Clermond-Ferrand, Francia. Nella competizione vince la medaglia d'oro nel concorso a squadre e al corpo libero, la medaglia d'argento alla trave.
Nello stesso anno prende parte, insieme a Steliana Nistor, Anamaria Tămârjan, Gabriela Drăgoi, Andreea Grigore e Andreea Acatrinei, alla squadra rumena che compete ai Giochi Olimpici di Pechino. Aiuta la squadra a vincere la medaglia di bronzo competendo al volteggio (15.100), trave (15.600) e corpo libero (15.550). Individualmente vince la medaglia d'oro al corpo libero (15.650), davanti a Shawn Johnson (15.500) e Nastia Liukin (15.425) e si classifica ottava nel concorso individuale.
Dopo il suo successo olimpico, partecipa a varie competizioni ed esibizioni. Vince l'Arthur Gander Memorial e arriva seconda alla Swiss Cup, alla pari con Flavius Koczi. Alla Toyota Cup e al Grand Prix italiano vince la medaglia d'oro al corpo libero e l'argento alla trave. L'ultima competizione dell'anno è la World Cup di Madrid, dove vince il bronzo al corpo libero e arriva al quarto posto alla trave.

### 2009: Infortunio al Tendine d'Achille
Nell'aprile del 2009 le viene dedicata la copertina della rivista International Gymnast Magazine. A febbraio, Sandra partecipa al 1º Nadia Comanenci International Invitational ad Oklahoma, Stati Uniti. Qui vince il concorso generale individuale ottenendo il più alto punteggio al volteggio, trave e corpo libero.
Si procura delle lesioni ad entrambe le gambe, e per questo motivo non compete secondo i suoi standard al Trofeo Città di Jesolo e ai Campionati Europei. In quest'ultima competizione si qualifica al secondo posto al corpo libero, ma fallisce nella qualificazione alla trave. Nella finale al corpo libero arriva ad un deludente settimo posto, non riuscendo a completare il suo triplo avvitamento.
In estate si concentra sui suoi esami scolastici che supera con una buonissima media del 9,71 (su un massimo di 10). Dopo gli esami si iscrive alla Facoltà di Sport ed Educazione Fisica preso la Babes-Bolyai University di Cluj-Napoca. Sandra Izbaşa progetta di tornare a competere ai Campionati Mondiali di Londra ma, purtroppo, nel mese di settembre durante i Campionati Nazionali si procura un problema al Tendine d'Achille e alla mano. Viene sostituita da Gabriela Drăgoi.

### 2010: Ritorno dagli Infortuni
Dopo esser stata ferma per quasi un anno, riesce a tornare a competere grazie ai coach Octavian Bellu e Mariana Bitang. La sua prima competizione internazionale è la World Cup di Gent, dove vince la medaglia d'oro al corpo libero. Nel mese di ottobre, come capitano della squadra rumena, porta la sua squadra ai Campionati Mondiali. Qui, aiuta la Romania a qualificarsi al quarto posto ottenendo il punteggio più alto al volteggio e il secondo più alto alla trave della sua squadra. Individualmente si qualifica al terzo posto al corpo libero, dietro ad Aliya Mustafina e Ksenija Afanas'eva. A causa di un'uscita dalla pedana e un errore nell'atterraggio, ottiene otto decimi di penalità e conclude la finale al settimo posto.
Le due ultime competizioni del 2010 sono il Memorial Gander (argento nel concorso generale individuale) e la Swiss Cup (quarta insieme a Flavius Koczi).

### 2011: Campionati Europei di Berlino
Alla World Cup di Parigi svoltasi a marzo, debutta con una nuova routine al corpo libero con la quale vince la medaglia doro davanti alla compagna di squadra Diana Chelaru e Anna Dement'eva. In aprile, ripete il successo al corpo libero dell'anno precedente ai Campionati Europei, superando Diana Chelaru e Yulia Belokobylskaya. Per lei è il suo terzo titolo europeo in questa specialità. Inoltre, vince la medaglia d'oro al volteggio e arriva undicesima alla trave. Questa gara segna il ritorno della Izbaşa al volteggio dopo una pausa di quattro anni. Oltre al suo ritorno al volteggio, torna a competere alle parallele asimmetriche dopo una pausa di più di due anni.
Purtroppo, due mesi prima dei Campionati Mondiali di Tokyo, viene infastidita da un dolore al piede. Non partecipa quindi ai Campionati Nazionali e compete solo a volteggio e parallele asimmetriche in un'amichevole con la Gran Bretagna. Non riesce a recuperare per i Campionati Mondiali.

### 2012: Campionati Europei di Bruxelles
Viene convocata per far parte della squadra nazionale che competerà ai Campionati Europei di Bruxelles dal 9 al 13 maggio. Con la Romania, grazie ad un punteggio complessivo di 177.472, si qualifica per la finale a squadre al primo posto, davanti a Russia e Gran Bretagna. Individualmente riesce a centrare la finale alla volteggio, suo attrezzo di punta. Il 12 maggio, con un punteggio complessivo di 176.288, conquista l'oro nella finale a squadre, competendo solo al volteggio. Il giorno seguente compete per la finale ad attrezzo dove vince la medaglia d'oro.

### Olimpiadi di Londra

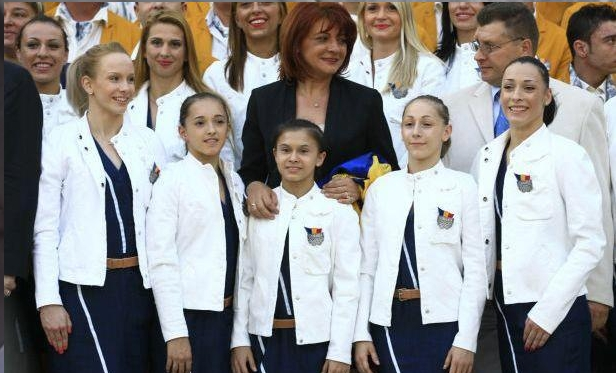
Sandra Izbasa (prima a sinistra) insieme alla squadra olimpica rumena di ginnastica.

Insieme alle connazionali Diana Bulimar, Diana Chelaru, Larisa Iordache e Cătălina Ponor entra a far parte della squadra olimpica che parteciperà ai Giochi della XXX Olimpiade.
Il 29 luglio, con la giornata di qualificazione femminile, inizia la sua avventura olimpica. Compete in tutti e quattro gli attrezzi e contribuisce a far qualificare la squadra rumena al terzo posto, con un complessivo di 176.264, dietro la Russia seconda classificata di qualche decimo (176.637). Individualmente svolge dei buonissimi esercizi, alla trave (14.600) e al corpo libero (15.066) al volteggio (15.500) dove si qualifica per entrambe le finali al secondo posto. Col punteggio complessivo di 57.532 riesce a qualificarsi nella finale all-around.
Il 31 luglio compete a volteggio e corpo libero per la finale a squadre. Con degli altissimi punteggi, 15.100 al volteggio e 15.200 al corpo libero, vince il bronzo insieme alla squadra rumena, che è presente sul podio olimpico dalle Olimpiadi di Montreal 1976. Il 2 agosto partecipa alla finale all-around, dove con delle buone prestazioni migliora il suo punteggio di qualificazione e si piazza al quinto posto.
Il 5 agosto, durante la finale di specialità al volteggio, vince a sorpresa la medaglia d'oro con 15.191 punti. È la sua quarta medaglia olimpica, la seconda d'oro. Il 7 agosto finisce l'avventura olimpica partecipando alla finale al corpo libero. A causa di una caduta, finisce ottava.

### Mondiali di Anversa e ritiro
Dopo un periodo di pausa, Sandra torna a gareggiare, nel mese di settembre ai campionati nazionali, dove vince l'oro al corpo libero.
Viene scelta per rappresentare la sua nazione ai Campionati mondiali di Anversa, insieme a Larisa Iordache e Alina Stalina.
Compete solo al corpo libero (con l'intenzione di riscattarsi dopo la delusione olimpica) e riesce a qualificarsi al secondo posto, con 14.733, dietro alla statunitense Biles e davanti alla connazionale Larisa Iordache. 
Durante la finale al corpo libero inizia bene il suo esercizio, ma cade inaspettatamente, nell'ultima diagonale e finisce l'esercizio al settimo posto, con 13,733.
In seguito annuncia il suo ritiro dalla competizione agonistica.